# Rondonanthus
Rondonanthus là một chi thực vật có hoa trong họ Eriocaulaceae.